# Роллінг-Гіллс (Кентуккі)
Роллінг-Гіллс (англ. Rolling Hills) — місто (англ. city) в США, в окрузі Джефферсон штату Кентуккі. Населення — 934 особи (2020).

## Географія
Роллінг-Гіллс розташований за координатами 38°16′57″ пн. ш. 85°34′42″ зх. д. / 38.28250° пн. ш. 85.57833° зх. д. (38.282510, -85.578404).  За даними Бюро перепису населення США в 2010 році місто мало площу 0,49 км², уся площа — суходіл.

## Демографія
Згідно з переписом 2010 року, у місті мешкало 959 осіб у 406 домогосподарствах у складі 251 родини. Густота населення становила 1955 осіб/км².  Було 432 помешкання (881/км²).
Расовий склад населення:
| - 82,0 % — білих - 11,1 % — чорних або афроамериканців - 1,8 % — азіатів - 0,5 % — корінних американців - 0,2 % — вихідців з тихоокеанських островів - 2,6 % — осіб інших рас |

До двох чи більше рас належало 1,9 %. Частка іспаномовних становила 6,8 % від усіх жителів.
За віковим діапазоном населення розподілялося таким чином: 21,9 % — особи молодші 18 років, 64,2 % — особи у віці 18—64 років, 13,9 % — особи у віці 65 років та старші. Медіана віку мешканця становила 38,8 року. На 100 осіб жіночої статі у місті припадало 88,4 чоловіків;  на 100 жінок у віці від 18 років та старших — 85,4 чоловіків також старших 18 років.
Середній дохід на одне домашнє господарство  становив 61 696 доларів США (медіана — 55 625), а середній дохід на одну сім'ю — 72 040 доларів (медіана — 68 333). Медіана доходів становила 43 542 долари для чоловіків та 31 979 доларів для жінок. За межею бідності перебувало 9,6 % осіб, у тому числі 17,0 % дітей у віці до 18 років та 7,7 % осіб у віці 65 років та старших.
Цивільне працевлаштоване населення становило 472 особи. Основні галузі зайнятості: освіта, охорона здоров'я та соціальна допомога — 20,6 %, роздрібна торгівля — 17,2 %, науковці, спеціалісти, менеджери — 12,9 %, мистецтво, розваги та відпочинок — 11,0 %.